# Ellie Soutter
Ellie Soutter (Oxted, 25 luglio 2000 – Les Gets, 25 luglio 2018) è stata una snowboarder britannica, medaglia di bronzo nello snowboard cross alla sessione invernale del Festival olimpico della gioventù europea di Erzurum del 2017.

## Biografia
Ellie nacque e crebbe ad Oxted. I suoi genitori, Tony Soutter e Lorraine Denman, divorziarono quando lei era ancora bambina ed Ellie e suo padre si trasferirono a Les Gets, nelle Alpi francesi, quando aveva 9 anni.

### Morte
Ellie si tolse la vita nei boschi vicino alla sua casa francese nel giorno del suo diciottesimo compleanno, il 25 luglio 2018.
Un paio di giorni dopo la sua morte, suo padre Tony affermò di ritenere che i problemi di salute mentale di sua figlia, combinati con la pressione di dover competere ad alti livelli, abbiano contribuito alla sua morte, e richiese alle autorità sportive di provvedere un migliore supporto ai giovani atleti.
A seguito della morte di Ellie, la sua famiglia ha creato la "fondazione Ellie Soutter" per aiutare i giovani atleti bisognosi di supporto economico. Suo padre rivelò che "venendo da una famiglia senza grandi possibilità economiche, Ellie era spesso costretta a saltare degli allenamenti a causa della mancanza di fondi".

## Carriera
Ellie imparò ad andare sullo snowboard all'età di 10 anni. Ha preso parte al programma inaugurale del British Europa Cup snowboard cross, ed era specializzata nel freestyle, freeride e snowboard cross. Iniziò a competere in eventi internazionali nella stagione 2016, allenata dalla snowboarder francese Déborah Anthonioz.
Ellie vinse l'unica medaglia inglese alla sessione invernale del Festival olimpico della gioventù europea del 2017, un bronzo nello snowboard cross, e portò  la bandiera della sua nazione durante la cerimonia di chiusura. Nel 2017 fu nominata per il premio "Evie Pinching" dello Ski Club of Great Britain, un riconoscimento annuale per i giovani atleti britannici degli sport invernali. Ellie è stata selezionata per rappresentare la Gran Bretagna al Junior Snowboard World Championships in Nuova Zelanda previsto per l'agosto 2018.

## Palmarès

### Sessione invernale del Festival olimpico della gioventù europea
- 1 medaglia:
  - 1 bronzo (Snowboard cross ad Erzurum 2017).